# Ingvar Kamprad
Feodor Ingvar Kamprad ngheⓘ (30 tháng 3 năm 1926 – 27 tháng 1 năm 2018) là nhà tư bản công nghiệp Thụy Điển. Ông sáng lập ra chuỗi cửa hàng cung cấp trang bị đồ nội thất trong nhà bán lẻ IKEA, năm 1943.
Chữ viết tắt IKEA được tạo ra từ các chữ đầu của tên ông là IK (Ingvar Kamprad) cộng với của Elmtaryd, trang trại gia đình nơi ông sinh ra; và Agunnaryd, một làng gần đó, ở tỉnh Småland.

## Tuổi thơ
Kamprad sinh ra tại Pjätteryd (nay thuộc Älmhult), hạt Kronobergs län, của Småland, Thụy Điển, con của Frans Feodor Kamprad và Berta Linnéa Matilda Nilsson. Bố ông sinh ở Đức và chuyển đến Thụy Điển lúc 1 tuổi cùng cha mẹ. Ông nội của Kamprad là Achim Erdmann Kamprad xuất thân từ vùng Thuringia, và bà nội ông Franzisca ("Fanny") Glatz sinh tại Bohemia khi đó thuộc Đế quốc Áo-Hung; họ rời Đức đến Thụy Điển năm 1896. Tên họ Kamprad là biến thể của "Comrade" bắt nguồn từ thế kỷ 14. Mẹ của Achim Kamprad có họ hàng với Paul von Hindenburg. Achim mua một trang trại Elmtaryd (ngày nay gọi là Älmtaryd) gần một làng nhỏ ở Agunnaryd (nay thuộc Ljungby) thuộc tỉnh Småland; với diện tích 449 hectares nó là trang trại lớn nhất trong vùng khi đó. Ông đã tự sát một vài năm sau khi Frans Feodor chào đời, để lại trang trại cho Franzisca và sau đó thuộc về Franz Feodor. Ingvar Kamprad với cha mẹ ông, em gái và bà nội từ lúc 6 tuổi.